# René Schillemann
René Schillemann, né le 5 janvier 1908 à Mulhouse et mort le 6 novembre 1947 à Mulhouse, est un footballeur français. 
Milieu de terrain (« demi aile »), René Schillemann a joué en professionnel pour l'Olympique de Marseille, le Havre AC et le Stade Malherbe Caen.

## Biographie
René Schillemann est footballeur au CA Mulhouse, modeste club amateur alsacien. Lors de la saison 1932-1933, son équipe crée la sensation en éliminant l'Olympique de Marseille de la Coupe de France en 32e de finale. Quelques mois plus tard, il est recruté par le club marseillais. 
Le 3 septembre 1933, alors âgé de 25 ans, il fait ses débuts en championnat de France lors d'une victoire 4-0 sur l'OGC Nice. Le joueur alsacien est largement impliqué dans le bon parcours en Coupe de France des Olympiens, et dispute notamment la finale perdue face au FC Sète. 
Toujours en 1933, il est appelé en équipe de France « B ». 
Malgré cela, peu utilisé en championnat (7 matchs), il quitte l'OM à la fin de la saison et s'engage avec le Havre AC, puis en 1935 le Stade Malherbe caennais, en Division 2. Il demeure en Normandie jusqu'au bout de l'aventure professionnelle du club bas-normand, en 1938.

## Palmarès
- Finaliste de la Coupe de France de football 1933-1934 avec l'Olympique de Marseille.